# 믹 멀베이니
존 마이클 "믹" 멀베이니(영어: John Michael "Mick" Mulvaney, 1967년 7월 21일 ~ )는 미국 공화당 소속의 정치인이다. 2011년 ~ 2017년 사우스캐롤라이나주 하원의원으로 재직하였다.
멀베이니 의원은 2015년 1월 출범한 공화당 내 강경 보수파 집단인 프리덤 코커스의 창립 멤버이다. 그는 2015년 10월 미국 하원의장직을 맡겠다고 선언한 폴 라이언 하원의원을 지지하며 그의 당선에 긍정적인 전망을 내놓았고, 곧 라이언 의원은 하원의장에 당선되었다.

## 역대 선거 결과
| 선거명      | 직책명                                 | 대수  | 정당   | 득표율 | 득표수    | 결과 | 당락                             |
| ----------- | -------------------------------------- | ----- | ------ | ------ | --------- | ---- | -------------------------------- |
| 2006년 선거 | 하원의원 (사우스캐롤라이나 제45선거구) | 70대  | 공화당 | 51.04% | 4,947표   | 1위  | 사우스캐롤라이나 주의원 당선     |
| 2008년 선거 | 상원의원 (사우스캐롤라이나 제16부)     | 72대  | 공화당 | 53.70% | 25,225표  | 1위  | 사우스캐롤라이나 주의원 당선     |
| 2010년 선거 | 하원의원 (사우스캐롤라이나 제5선거구)  | 112대 | 공화당 | 55.12% | 125,834표 | 1위  | 사우스캐롤라이나주 하원의원 당선 |
| 2012년 선거 | 하원의원 (사우스캐롤라이나 제5선거구)  | 113대 | 공화당 | 55.51% | 154,324표 | 1위  | 사우스캐롤라이나주 하원의원 당선 |
| 2014년 선거 | 하원의원 (사우스캐롤라이나 제5선거구)  | 114대 | 공화당 | 58.85% | 103,078표 | 1위  | 사우스캐롤라이나주 하원의원 당선 |
| 2016년 선거 | 하원의원 (사우스캐롤라이나 제5선거구)  | 115대 | 공화당 | 59.22% | 161,669표 | 1위  | 사우스캐롤라이나주 하원의원 당선 |

## 참고 자료
- 미국 의원 인물 소개
- 믹 멀베이니 - X
- 믹 멀베이니 - 페이스북